# Rally di Turchia 2019
Il Rally di Turchia 2019, ufficialmente denominato 12th Rally Turkey Marmaris, è stata l'undicesima prova del campionato del mondo rally 2019 nonché la dodicesima edizione del Rally di Turchia e l'ottava con valenza mondiale. La manifestazione si è svolta dal 12 al 15 settembre sugli sterrati che attraversano le zone costiere della Regione dell'Egeo, nella parte sud-occidentale della Turchia.
L'evento è stato vinto dal francese Sébastien Ogier, navigato dal connazionale Julien Ingrassia, al volante di una Citroën C3 WRC della squadra ufficiale Citroën Total WRT, davanti alla coppia finlandese formata dai compagni di squadra Esapekka Lappi e Janne Ferm, e a quella norvegese composta da Andreas Mikkelsen e Anders Jæger, su Hyundai i20 Coupe WRC del team Hyundai Shell Mobis WRT.
I britannici Gus Greensmith ed Elliott Edmondson, su Ford Fiesta R5 Mk2 della squadra M-Sport Ford WRT, hanno invece conquistato la vittoria nella categoria WRC-2 Pro, mentre i polacchi Kajetan Kajetanowicz e Maciej Szczepaniak hanno vinto la classe WRC-2 alla guida di una Škoda Fabia R5.

## Risultati

### Classifica
| Pos.      | Nº       | Pilota                  | Co-pilota           | Auto                  | Squadra                 | Classe          | Tempo     | Distacco   | Punti    |
| Generale  | Generale | Generale                | Generale            | Generale              | Generale                | Generale        | Generale  | Generale   | Generale |
| --------- | -------- | ----------------------- | ------------------- | --------------------- | ----------------------- | --------------- | --------- | ---------- | -------- |
| 1.        | 1        | Sébastien Ogier         | Julien Ingrassia    | Citroën C3 WRC        | Citroën Total WRT       | WRC             | 3h50'12"1 |            | 28       |
| 2.        | 4        | Esapekka Lappi          | Janne Ferm          | Citroën C3 WRC        | Citroën Total WRT       | WRC             | 3h50'46"8 | +34"7      | 18       |
| 3.        | 89       | Andreas Mikkelsen       | Anders Jæger        | Hyundai i20 Coupe WRC | Hyundai Shell Mobis WRT | WRC             | 3h51"16"6 | +1'04"5    | 15       |
| 4.        | 3        | Teemu Suninen           | Jarmo Lehtinen      | Ford Fiesta WRC       | M-Sport Ford WRT        | WRC             | 3h51'47"2 | +1'35"1    | 13       |
| 5.        | 6        | Dani Sordo              | Carlos del Barrio   | Hyundai i20 Coupe WRC | Hyundai Shell Mobis WRT | WRC             | 3h52'38"0 | +2'25"9    | 10       |
| 6.        | 10       | Jari-Matti Latvala      | Miikka Anttila      | Toyota Yaris WRC      | Toyota Gazoo Racing WRT | WRC             | 3h53'11"2 | +2'59"1    | 10       |
| 7.        | 4        | Kris Meeke              | Sebastian Marshall  | Toyota Yaris WRC      | Toyota Gazoo Racing WRT | WRC             | 3h54'05"4 | +3'53"3    | 6        |
| 8.        | 11       | Thierry Neuville        | Nicolas Gilsoul     | Hyundai i20 Coupe WRC | Hyundai Shell Mobis WRT | WRC             | 3h55'46"9 | +5'34"8    | 8        |
| 9.        | 7        | Pontus Tidemand         | Ola Fløene          | Ford Fiesta WRC       | M-Sport Ford WRT        | WRC             | 3h57'35"0 | +7'22"9    | 2        |
| 10.       | 22       | Gus Greensmith          | Elliott Edmondson   | Ford Fiesta R5 MK2    | M-Sport Ford WRT        | RC2 / WRC-2 Pro | 4h05'30"8 | +15'18"7   | 1        |
| ...       | ...      | ...                     | ...                 | ...                   | ...                     | ...             | ...       | ...        | ...      |
| 16.       | 8        | Ott Tänak               | Martin Järveoja     | Toyota Yaris WRC      | Toyota Gazoo Racing WRT | WRC             | 4h29'22"3 | +39'10"2   | 5        |
| WRC-2 Pro |          |                         |                     |                       |                         |                 |           |            |          |
| 1. (9.)   | 22       | Gus Greensmith          | Elliott Edmondson   | Ford Fiesta R5 MK2    | M-Sport Ford WRT        | RC2 / WRC-2 Pro | 4h05'30"8 |            | 25       |
| 2. (11.)  | 23       | Jan Kopecký             | Pavel Dresler       | Škoda Fabia R5 Evo    | Škoda Motorsport        | RC2 / WRC-2 Pro | 4h06'00"2 | +29"4      | 18       |
| 3. (18.)  | 21       | Kalle Rovanperä         | Jonne Halttunen     | Škoda Fabia R5 Evo    | Škoda Motorsport        | RC2 / WRC-2 Pro | 4h33'21"2 | +27'50"4   | 15       |
| WRC-2     |          |                         |                     |                       |                         |                 |           |            |          |
| 1. (12.)  | 41       | Kajetan Kajetanowicz    | Maciej Szczepaniak  | Škoda Fabia R5        | -                       | RC2 / WRC-2     | 4h06'00"4 |            | 25       |
| 2. (13.)  | 44       | Marco Bulacia Wilkinson | Fabian Cretu        | Škoda Fabia R5        | -                       | RC2 / WRC-2     | 4h07'40"7 | +1'39"9    | 18       |
| 3. (14.)  | 42       | Fabio Andolfi           | Simone Scattolin    | Škoda Fabia R5        | -                       | RC2 / WRC-2     | 4h15'14"2 | +9'13"8    | 15       |
| 4. (15.)  | 43       | Henning Solberg         | Ilka Minor          | Škoda Fabia R5        | -                       | RC2 / WRC-2     | 4h20'31"4 | +14'31"0   | 12       |
| 5. (17.)  | 48       | Burak Cukurova          | Vedat Bostanci      | Škoda Fabia R5        | -                       | RC2 / WRC-2     | 4h29'37"5 | +23'37"1   | 10       |
| 6. (19.)  | 45       | Paulo Nobre             | Gabriel Morales     | Škoda Fabia R5        | -                       | RC2 / WRC-2     | 4h34'17"5 | +28'17"1   | 8        |
| 7. (20.)  | 53       | Bora Manyera            | Cem Cerkez          | Škoda Fabia R5        | -                       | RC2 / WRC-2     | 4h43'03"5 | +37'03"1   | 6        |
| 8. (22.)  | 47       | Diogo Salvi             | Hugo Magalhães      | Škoda Fabia R5        | -                       | RC2 / WRC-2     | 4h49'20"5 | +43'20"1   | 4        |
| 9. (23.)  | 46       | "Pedro"                 | Emanuele Baldaccini | Ford Fiesta R5 MK2    | -                       | RC2 / WRC-2     | 5h28'22"8 | +1h22'22"4 | 2        |

Legenda
| Icona     | Note                                                                                 |
| --------- | ------------------------------------------------------------------------------------ |
| WRC       | Equipaggio di classe WRC che può conquistare punti per il campionato costruttori     |
| WRC       | Equipaggio di classe WRC che non può conquistare punti per il campionato costruttori |
| WRC-2 Pro | Equipaggio registrato al campionato WRC-2 Pro                                        |
| WRC-2     | Equipaggio registrato al campionato WRC-2                                            |
| JWRC      | Equipaggio registrato al campionato Junior WRC                                       |
|           | Ulteriori classificazioni                                                            |

### Prove speciali
| Frazione            | Prova | Ora   | Nome                     | Lunghezza | Vincitori                                                         | Tempo   | Leader del rally                                                  |
| ------------------- | ----- | ----- | ------------------------ | --------- | ----------------------------------------------------------------- | ------- | ----------------------------------------------------------------- |
| Frazione 1 (12 Set) | PS1   | 20:08 | Super Special Stage      | 2,00 km   | Thierry Neuville Nicolas Gilsoul e Andreas Mikkelsen Anders Jæger | 2'02"6  | Thierry Neuville Nicolas Gilsoul e Andreas Mikkelsen Anders Jæger |
| Frazione 2 (13 Set) | PS2   | 08:08 | İçmeler 1                | 24,85 km  | Jari-Matti Latvala Miikka Anttila                                 | 18'12"4 | Jari-Matti Latvala Miikka Anttila                                 |
| Frazione 2 (13 Set) | PS3   | 09:31 | Çetibeli 1               | 38,15 km  | Esapekka Lappi Janne Ferm                                         | 28'01"2 | Esapekka Lappi Janne Ferm                                         |
| Frazione 2 (13 Set) | PS4   | 10:54 | Ula 1                    | 16,57 km  | Jari-Matti Latvala Miikka Anttila                                 | 12'21"6 | Esapekka Lappi Janne Ferm                                         |
| Frazione 2 (13 Set) | PS5   | 14:17 | İçmeler 2                | 24,85 km  | Kris Meeke Sebastian Marshall                                     | 18'05"8 | Esapekka Lappi Janne Ferm                                         |
| Frazione 2 (13 Set) | PS6   | 15:40 | Çetibeli 2               | 38,15 km  | Thierry Neuville Nicolas Gilsoul                                  | 27'59"9 | Esapekka Lappi Janne Ferm                                         |
| Frazione 2 (13 Set) | PS7   | 17:03 | Ula 2                    | 16,57 km  | Dani Sordo Carlos del Barrio                                      | 12'29"3 | Esapekka Lappi Janne Ferm                                         |
| Frazione 3 (14 Set) | PS8   | 08:43 | Yeşilbelde 1             | 33,00 km  | Sébastien Ogier Julien Ingrassia                                  | 25'42"6 | Esapekka Lappi Janne Ferm                                         |
| Frazione 3 (14 Set) | PS9   | 10:08 | Datça 1                  | 8,75 km   | Andreas Mikkelsen Anders Jæger                                    | 7'05"3  | Esapekka Lappi Janne Ferm                                         |
| Frazione 3 (14 Set) | PS10  | 11:06 | Kızlan 1                 | 13,15 km  | Esapekka Lappi Janne Ferm                                         | 7'16"7  | Esapekka Lappi Janne Ferm                                         |
| Frazione 3 (14 Set) | PS11  | 13:43 | Yeşilbelde 2             | 33,00 km  | Sébastien Ogier Julien Ingrassia                                  | 25'19"6 | Esapekka Lappi Janne Ferm                                         |
| Frazione 3 (14 Set) | PS12  | 15:08 | Datça 2                  | 8,75 km   | Thierry Neuville Nicolas Gilsoul                                  | 6'59"1  | Sébastien Ogier Julien Ingrassia                                  |
| Frazione 3 (14 Set) | PS13  | 16:06 | Kızlan 2                 | 13,15 km  | Esapekka Lappi Janne Ferm                                         | 7'16"0  | Sébastien Ogier Julien Ingrassia                                  |
| Frazione 4 (15 Set) | PS14  | 09:38 | Marmaris 1               | 7,05 km   | Ott Tänak Martin Järveoja                                         | 5'04"7  | Sébastien Ogier Julien Ingrassia                                  |
| Frazione 4 (15 Set) | PS15  | 10:31 | Gökçe                    | 11,32 km  | Jari-Matti Latvala Miikka Anttila                                 | 8'34"1  | Sébastien Ogier Julien Ingrassia                                  |
| Frazione 4 (15 Set) | PS16  | 11:09 | Çiçekli                  | 13,20 km  | Andreas Mikkelsen Anders Jæger                                    | 11'01"3 | Sébastien Ogier Julien Ingrassia                                  |
| Frazione 4 (15 Set) | PS17  | 13:18 | Marmaris 2 (power stage) | 7,05 km   | Ott Tänak Martin Järveoja                                         | 4'55"2  | Sébastien Ogier Julien Ingrassia                                  |

### Power stage
PS17: Marmaris 2 di 7,05 km, disputatasi domenica 15 settembre 2019 alle ore 13:18 (UTC+3).
| Pos. | No. | Pilota             | Co-pilota        | Auto                  | Classe | Tempo  | Distacco | Punti |
| ---- | --- | ------------------ | ---------------- | --------------------- | ------ | ------ | -------- | ----- |
| 1    | 8   | Ott Tänak          | Martin Järveoja  | Toyota Yaris WRC      | WRC    | 4'55"2 |          | 5     |
| 2    | 11  | Thierry Neuville   | Nicolas Gilsoul  | Hyundai i20 Coupe WRC | WRC    | 4'57"8 | +2"6     | 4     |
| 3    | 1   | Sébastien Ogier    | Julien Ingrassia | Citroën C3 WRC        | WRC    | 4'58"4 | +3"2     | 3     |
| 4    | 10  | Jari-Matti Latvala | Miikka Anttila   | Toyota Yaris WRC      | WRC    | 5'02"5 | +7"3     | 2     |
| 5    | 3   | Teemu Suninen      | Jarmo Lehtinen   | Ford Fiesta WRC       | WRC    | 5'04"2 | +9"0     | 1     |

## Classifiche mondiali
Classifica piloti
| Pos. | Pos. | Pilota                  | Punti |
| ---- | ---- | ----------------------- | ----- |
| 1    |      | Ott Tänak               | 210   |
| 2    | 1    | Sébastien Ogier         | 193   |
| 3    | 1    | Thierry Neuville        | 180   |
| 4    | 1    | Andreas Mikkelsen       | 94    |
| 5    | 1    | Kris Meeke              | 86    |
| 6    | 1    | Jari-Matti Latvala      | 84    |
| 7    | 1    | Teemu Suninen           | 83    |
| 8    | 2    | Esapekka Lappi          | 80    |
| 9    | 3    | Elfyn Evans             | 78    |
| 10   | 1    | Dani Sordo              | 72    |
| 11   |      | Sébastien Loeb          | 39    |
| 12   |      | Kalle Rovanperä         | 16    |
| 13   | 1    | Gus Greensmith          | 9     |
| 14   | 1    | Benito Guerra           | 8     |
| 15   |      | Marco Bulacia Wilkinson | 6     |
| 16   |      | Craig Breen             | 6     |
| 17   | 1    | Pontus Tidemand         | 6     |
| 18   | 1    | Jan Kopecký             | 5     |
| 19   |      | Yoann Bonato            | 4     |
| 20   |      | Mads Østberg            | 4     |
| 21   |      | Pierre-Louis Loubet     | 2     |
| 22   |      | Ole Christian Veiby     | 2     |
| 23   |      | Stéphane Sarrazin       | 2     |
| 24   |      | Nikolaj Grjazin         | 1     |
| 25   |      | Takamoto Katsuta        | 1     |
| 26   |      | Emil Bergkvist          | 1     |
| 27   |      | Adrien Fourmaux         | 1     |
| 28   |      | Pedro Heller            | 1     |
| 29   |      | Janne Tuohino           | 1     |
| 29   |      | Ricardo Triviño         | 1     |

Classifica co-piloti
| Pos. | Pos. | Co-pilota              | Punti |
| ---- | ---- | ---------------------- | ----- |
| 1    |      | Martin Järveoja        | 210   |
| 2    | 1    | Julien Ingrassia       | 193   |
| 3    | 1    | Nicolas Gilsoul        | 180   |
| 4    | 1    | Anders Jæger           | 94    |
| 5    | 1    | Sebastian Marshall     | 86    |
| 6    | 1    | Miikka Anttila         | 84    |
| 7    | 2    | Janne Ferm             | 80    |
| 8    | 2    | Scott Martin           | 78    |
| 9    | 1    | Carlos del Barrio      | 72    |
| 10   |      | Marko Salminen         | 44    |
| 11   | 1    | Jarmo Lehtinen         | 39    |
| 12   | 1    | Daniel Elena           | 39    |
| 13   |      | Jonne Halttunen        | 16    |
| 14   | 1    | Elliott Edmondson      | 9     |
| 15   | 1    | Jaime Zapata           | 8     |
| 16   |      | Fabian Cretu           | 6     |
| 17   |      | Paul Nagle             | 6     |
| 18   | 1    | Ola Fløene             | 6     |
| 19   | 1    | Pavel Dresler          | 5     |
| 20   |      | Benjamin Boulloud      | 4     |
| 21   |      | Torstein Eriksen       | 4     |
| 22   |      | Vincent Landais        | 2     |
| 23   |      | Jonas Andersson        | 2     |
| 24   |      | Jacques-Julien Renucci | 2     |
| 25   |      | Marc Martí             | 2     |
| 26   |      | Jaroslav Fëdorov       | 1     |
| 27   |      | Daniel Barritt         | 1     |
| 28   |      | Patrik Barth           | 1     |
| 29   |      | Renaud Jamoul          | 1     |
| 30   |      | Mikko Markkula         | 1     |

Classifica costruttori WRC
| Pos. | Pos. | Squadra                 | Punti |
| ---- | ---- | ----------------------- | ----- |
| 1    |      | Hyundai Shell Mobis WRT | 314   |
| 2    |      | Toyota Gazoo Racing WRT | 295   |
| 3    |      | Citroën Total WRT       | 259   |
| 4    |      | M-Sport Ford WRT        | 184   |